# Мелані Лінскі
Ме́лані Джейн Лі́нскі (англ. Melanie Jayne Lynskey; нар. 16 травня 1977, Нью-Плімут, Таранакі, Нова Зеландія) — новозеландська акторка театру, кіно, телебачення і озвучування. Акторську кар'єру почала в 1994 році роллю Полін Паркер (див. Parker–Hulme murder case) у фільмі «Небесні створіння». Стала відомою після ролі Рози в комедійному телесеріалі каналу CBS «Два з половиною чоловіки» (2003—2015).
Після переїзду до Лос-Анджелеса, акторка знялася у фільмах: «Афера Стівена Гласса» (2003), «Прапори наших батьків» (2006), «У дорозі» (2009), «Вище неба» (2009), «Інформатор» (2009), «Перемагай» (2011), «Переваги скромників» (2012), «Шукаю друга на кінець світу» (2012) та ін.
У 2012 році Мелані Лінскі виконала головну роль у фільмі «Привіт, мені вже час», яка принесла їй похвалу критики. Після вона знялася у фільмах: «Щасливого різдва» (2014), «Втручання» (2016) і «У цьому світі я більше не відчуваю себе як вдома» (2017). Ці та інші ролі зробили її помітною частиною американського незалежного кіно .
У 2015 році Мелані Лінскі увійшла до списку «20 найкращих акторів за п'ять років» сайту Screen Rant.

## Ранні роки і освіта
Мелані Лінскі народилася 16 травня 1977 року, Нью-Плімуті, Таранакі, Нова Зеландія. Її мати, Кей Лінскі, — колишня медсестра, а батько, Тім Лінскі, — хірург-ортопед. У Мелані є три молодших брати і молодша сестра, а їх прізвище має ірландське походження. Коли Мелані була дитиною, її сім'я переїхала до Англії і жила там близько року, перш ніж повернутися до Нової Зеландії. Вона вчилася в Нью-Плімутській жіночій гімназії, де брала участь у драматичних, шкільних спектаклях. Після закінчення школи Лінскі навчалася в Університеті Вікторії Веллінгтон.

## Кар'єра
|  | «Чесно кажучи, три або чотири епізоди в рік дозволяли мені виплачувати іпотеку і зніматися в незалежних фільмах. У мене було подвійне життя, я, як і раніше, залишалася характерною акторкою, але мої колеги за фільмами не знали, що я ще знімаюся і в тривалому ситкомі. Багато хто думали, що я героїня з «Дві з половиною людини», і що у мене ніколи не було іншої роботи. Але я не змогла б зніматися в чомусь одному довгі роки», — Мелані Лінскі в інтерв'ю IndieWire |

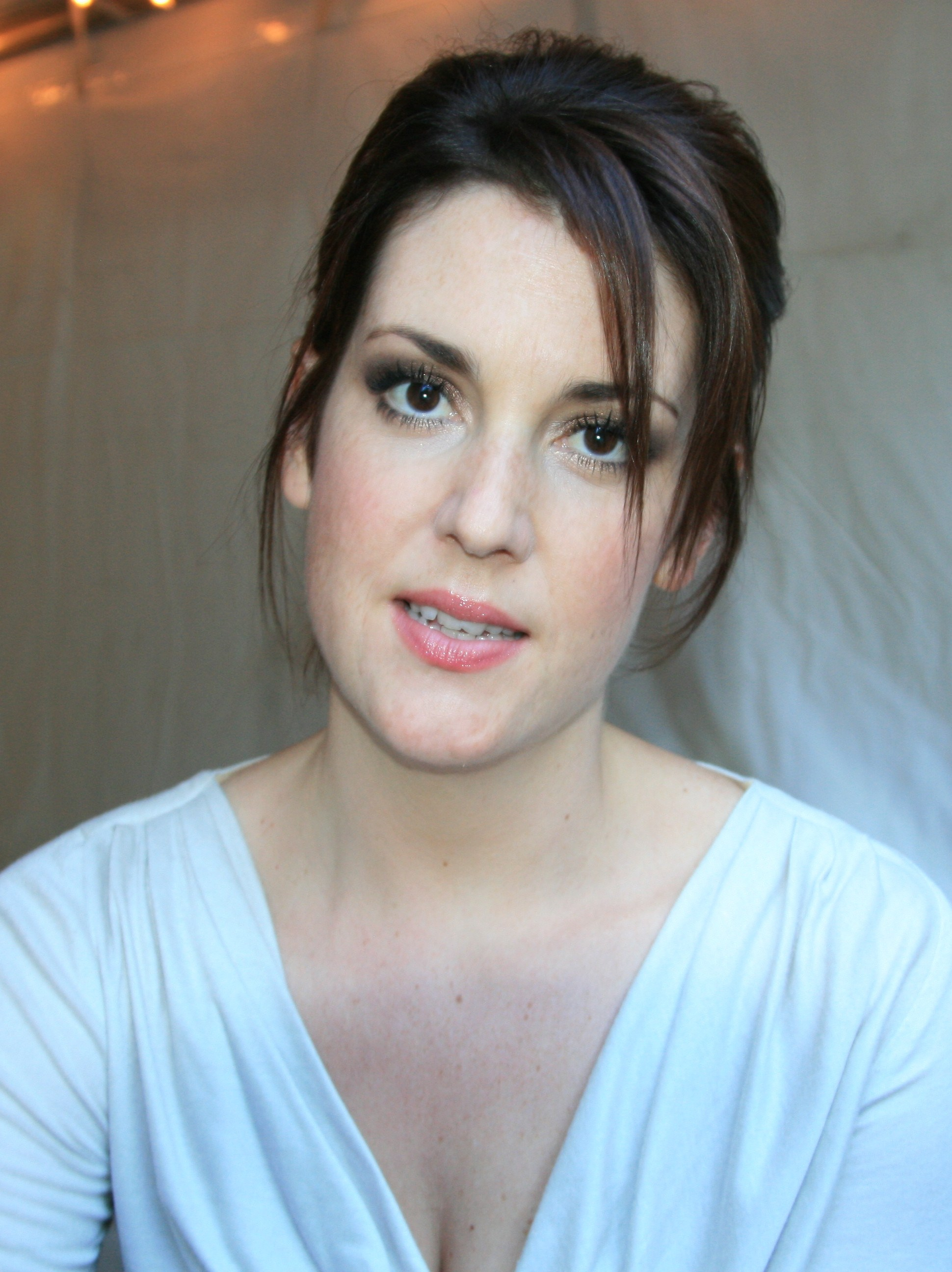
Мелані Лінскі на прем'єрі фільму "Вище неба", 12 вересня 2009 року

У 1994 році 16-річна Лінскі дебютувала як акторка у художньому фільмі режисера Пітера Джексона «Небесні створення» в ролі Полін Паркер, її партнеркою за фільмом стала Кейт Вінслет. За роботу в цьому фільмі Лінскі отримала премію «New Zealand Film and TV Awards» як «Найкраща акторка» 1995 року.
У 1998 році Лінскі знялася у фільмі «Історія вічного кохання, або Попелюшка» (перероблена історія Попелюшки) з Дрю Беррімор у головній ролі. Пізніше були ролі у стрічках: «Детройт — місто року» (1999), «Я з групи підтримки» (1999), «Вишневий сад» (1999), «Бар „Бридкий койот“» (2000), «Зміїна шкіра» (2001) і «Стрілки» (2002). За роль у фільмі «Зміїна шкіра» Лінскі була номінована на премію «Nokia New Zealand Film Awards» як «Найкраща акторка» 2003 року.
У 2002 році Лінскі зіграла з Різ Візерспун у романтичній комедії «Стильна штучка», а також знялася з Кеті Голмс у фільмі «Покинута», після чого дебютувала на телебаченні у мінісеріалі «Червона троянда» за романом Стівена Кінга.
У 2003 році Лінскі грає журналістку Емі Бренд, що працює в журналі The New Republic, у драматичному фільмі «Афера Стівена Гласса», заснованому на діяльності колишнього журналіста Стівена Гласса. Пізніше в тому ж році вона отримала роль Рози в телесеріалі каналу CBS «Два з половиною чоловіки» (2003—2015) .
У 2006 році Лінскі втілила дружину Рене Геньона у фільмі Клінта Іствуда «Прапори наших батьків». Потім повернулася до Нової Зеландії, щоб знятися у фільмі «Демонстрація рук», за роль в якому отримала номінацію на премію «New Zealand Film and TV Awards». Вона також з'явилася як головна персонажка у телесеріалі «Drive» (2007) і знялася в мінісеріалі «Comanche Moon» (2008). У 2009 році Лінскі отримала позитивні оцінки критики за роль в драматичній комедії «Away We Go» режисера Сема Мендеса.

Виконала головну роль, з Меттом Деймоном, у фільмі Стівена Содерберга «Інформатор», заснованому на реальній історії ФБР інформатора Марка Вітакера. Содерберг дав інтерв'ю журналу «Лос-Анджелес Таймс», розповівши про акторську роботі Лінскі в цьому фільмі: 

Вона така стрімка і різноманітна, тому ви ніколи не знаєте, чого ж очікувати від неї, ви просто знаєте, що вона зіграє добре. Її ритми дійсно незвичайні, як і її каденції і реакції на речі, і як вона розкладає свою роль. Це просто дуже, дуже цікаво.
Оригінальний текст (англ.)
It's so fast and varied, so you never know what to expect from it, you just know that it will play well. Her rhythms are really unusual, like her cadences and reactions to things, and how she plays her role. It's just very, very interesting.

Також у 2009 році Лінскі знялася у фільмі «Leaves of Grass» з Едвардом Нортоном і у  фільмі «Вище неба» з Джорджем Клуні. У 2009 році Мелані Лінскі отримала спеціальну нагороду на Голлівудському кінофестивалі.
У 2011 році вона знялася у фільмі «Перемагай!» з Полом Джаматті в головній ролі, її акторська гра в цьому фільмі здобула гарні відгуки критики. У наступному році Лінскі знялася в комедії «Шукаю друга на кінець світу» зі Стівом Кареллом і виконала ключову роль в екранізації твору Стівена Чбоскі «Переваги скромників».

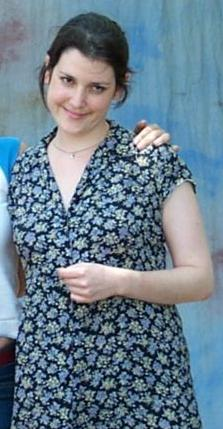
Мелані Лінскі в 2002 році

Після цього Лінскі виконала головну роль в незалежній драмі «Привіт, мені вже час» (2012), втіливши розлучену і пригнічену своїм життям Емі Мінскі. Говорячи про своє рішення взяти Лінскі на роль, режисер Тодд Луїс прокоментував: «Я знав, що якщо візьму її, у фільму буде потенціал резонувати на тисячі різних рівнів». Кеннет Туран із журналу Los Angeles Times писав про роботу Лінскі в цьому фільмі наступне: 
 Якщо ви знайомі з роботами Мелані Лінскі, ви захочете побачити її в «Привіт, мені вже час». Якщо ж ні, то цей фільм змусить вас надолужити згаяний час. Ось яка вона гарна акторка.
В результаті ця роль принесла Лінскі номінацію на премію «Готем» 2012 року в категорії «Найкращий прорив року».
У 2014 році Лінскі виконала головні ролі у фільмах: «Щасливого Різдва», «Вони прийшли разом», «Не бачити нам Париж як своїх вух» і «Попрощайся з усім цим», а також озвучила одну з персонажок в анімаційному мінісеріалі «За садовим парканом».
З 2015 по 2016 роки Лінскі грала Мішель Пірсон у телесеріалі каналу HBO «Разом», за що була номінована на премію «Вибір телевізійних критиків» в категорії «Найкраща акторка в комедійному телесеріалі».
Також у 2016 році Мелані Лінскі отримала спеціальний приз журі на кінофестивалі «Санденс», за роль запальної алкозалежної в комедійній драмі «Втручання», а після знялася в незалежному фільмі «Райдуга часу». У червні 2017 року було оголошено, що Лінскі виконуватиме головну жіночу роль в психологічному горор-серіалі «Касл-Рок». Сюжет заснований на романі Стівена Кінга.

## Особисте життя
У 2001 році Мелані Лінскі познайомилася з американським актором Джиммі Сімпсоном під час зйомок фільму «Червона троянда». Пара заручилася в 2005 році, а 14 квітня 2007 року вони одружилися в каплиці на озері Хаєс, неподалік Квінстауна, Нова Зеландія. 25 вересня 2012 року Лінскі подала на розлучення з Сімпсоном, пославшись на непримиренні розбіжності. Процес розлучення був завершений 23 травня 2014 року .
У лютому 2017 року заручилася з актором Джейсоном Ріттером, з яким зустрічалася чотири роки. Мелані Лінскі проживала в Лос-Анджелесі, і незабаром вони одружилися. У грудні 2018 року народила дочку.
Мелані Лінскі є найкращою подругою акторки Клеї Дювалл.
Акторка страждає мізофонією. Є вегетаріанкою з 10 років.
У 2012 році Лінскі знялася у відео для авіакомпанії «Air New Zealand». У 2015 році знялася в музичному відео «Waiting on Love» співачки Нікі Блум. У червні 2018 року Мелані Лінскі була запрошена до Американської академії кінематографічних мистецтв і наук.

## Фільмографія

### Кіно
| Рік  |    | Українська назва                                 | Оригінальна назва                               | Роль             |
| ---- | -- | ------------------------------------------------ | ----------------------------------------------- | ---------------- |
| 1994 | ф  | Небесні створіння                                | Heavenly Creatures                              | Полін Паркер     |
| 1996 | ф  | Страшили                                         | The Frighteners                                 | заступник        |
| 1998 | ф  | Історія вічного кохання, або Попелюшка           | Ever After: A Cinderella Story                  | Жаклін де Гент   |
| 1999 | ф  |                                                  | Foreign Correspondents                          | Меді             |
| 1999 | ф  | Детройт — місто року                             | Detroit Rock City                               | Бет Бумштейн     |
| 1999 | ф  | Я з групи підтримки                              | But I'm a Cheerleader                           | Хіларі           |
| 1999 | ф  | Вишневий сад                                     | The Cherry Orchard                              | Дуняша           |
| 2000 | ф  | Бар «Бридкий койот»                              | Coyote Ugly                                     | Глорія           |
| 2001 | ф  | Зміїна шкіра                                     | Snakeskin                                       | Аліса            |
| 2002 | ф  | Стрілки                                          | Shooters                                        | Мері             |
| 2002 | ф  | Покинутий                                        | Abandon                                         | мишка Джулі      |
| 2002 | ф  | Стильна штучка                                   | Sweet Home Alabama                              | Лорелін          |
| 2003 | ф  | Клаустрофобия                                    | Claustrophobia                                  | Лорен            |
| 2003 | ф  | Афера Стівена Гласса                             | Shattered Glass                                 | Емі Бренд        |
| 2004 | кф |                                                  | The Nearly Unadventurous Life of Zoe Cadwaulder | Зої              |
| 2005 | ф  | Скажи дядько                                     | Say Unde                                        | Сьюзен           |
| 2006 | ф  | Прапори наших батьків                            | Flags of Our Fathers                            | Полін Харнольдс  |
| 2007 | ф  | Парк                                             | Park                                            | Шеріл            |
| 2008 | ф  | Демонстрація рук                                 | Show of Hands                                   | Джесс            |
| 2008 | ф  | Тихий маленький шлюб                             | A Quiet Little Marriage                         | Моніка           |
| 2009 | ф  | У шляху                                          | Away We Go                                      | Манч Гарнетт     |
| 2009 | ф  | Мені б в небо                                    | Up in the Air                                   | Джулі Бінгхем    |
| 2009 | ф  | Інформатор                                       | The Informant!                                  | Джинджер Уїтакер |
| 2009 | ф  | Травка                                           | Leaves of Grass                                 | Коллін           |
| 2010 | ф  | Хелена з весілля                                 | Helena from the Wedding                         | Аліса Джаван     |
| 2011 | ф  | Перемагай!                                       | Win Win                                         | Сінді            |
| 2011 | ф  | Шлях назад                                       | Touchback                                       | Мейсі            |
| 2012 | ф  | Привіт, мені вже час                             | Hello I Must Be Going                           | Емі Мінскі       |
| 2012 | ф  | Центр урагану                                    | Eye of the Hurricane                            | Амелія Кайт      |
| 2012 | ф  | Шукаю друга на кінець світу                      | Seeking a Friend for the End of the World       | Карен Амальфі    |
| 2012 | ф  | Добре бути тихонею                               | The Perks of Being a Wallflower                 | тітка Хелен      |
| 2013 | ф  | Плюшеві ведмедики                                | The Big Ask                                     | Ханна            |
| 2014 | ф  | Щасливого Різдва                                 | Happy Christmas                                 | Келлі            |
| 2014 | ф  | Вони прийшли разом                               | They Came Together                              | Бренда           |
| 2014 | ф  | Не бачити нам Париж як своїх вух                 | We'll Never Have Paris                          | Девон            |
| 2014 | ф  | Попрощайся з усім цим                            | Goodbye to All That                             | Енні             |
| 2015 | ф  | У пошуках вогню                                  | Digging for Fire                                | Сквігі           |
| 2016 | ф  | Втручання                                        | The Intervention                                | Енні             |
| 2016 | ф  | Веселка часу                                     | Rainbow Time                                    | Ліндсі           |
| 2016 | ф  | Сорочка-хлопець і веселун                        | Folk Hero & Funny Guy                           | Беккі            |
| 2016 | ф  | Коробочки                                        | Little Boxes                                    | Джина Макналті   |
| 2016 | ф  | Великі і маленькі                                | The Great & The Small                           | Маргарет         |
| 2017 | ф  | У цьому світі я більше не відчуваю себе як вдома | I Do not Feel at Home in This World Anymore     | Рут Кімке        |
| 2017 | ф  | XX                                               | XX                                              | Мері             |
| 2017 | ф  | 1 миля до тебе                                   | 1 Mile to You                                   | тренер Роуен     |
| 2017 | ф  | І тоді я йду                                     | And Then I Go                                   | Дженіс Ханратті  |
| 2017 | ф  | Зміни                                            | The Changeover                                  | Кейт             |
| 2018 | ф  | Седі                                             | Sadie                                           | Рей              |
| 2021 | ф  | Не дивися вгору                                  | Don't Look Up                                   | Джун Мінді       |
| 2021 | ф  | Господиня маєтку                                 | Lady of the Manor                               | Ханна Колінскі   |

### Телебачення
| Рік         |    | Українська назва                           | Оригінальна назва                        | Роль                   |
| ----------- | -- | ------------------------------------------ | ---------------------------------------- | ---------------------- |
| 2002        | мф | Особняк «Червона троянда»                  | Rose Red                                 | Рейчел Вітон           |
| 2003        | с  | Щит                                        | The Shield                               | Марсі                  |
| 2003 — 2015 | с  | Два з половиною людини                     | Two and a Half Men                       | Роза                   |
| 2007        | с  | Гонка                                      | Drive                                    | Венді Патракас         |
| 2008        | мф | Місяць команчів                            | Comanche Moon                            | Перл Коулман           |
| 2008        | с  | Ясновидець                                 | Psych                                    | Емілі Блум             |
| 2008        | с  | Секс в іншому місті                        | The L Word                               | Клеа Мейсон            |
| 2009        | с  | У Філадельфії завжди сонячно               | It's Always Sunny in Philadelphia        | Кейт                   |
| 2010        | с  | Мемфіс Біт                                 | Memphis Beat                             | Анна Ліза Джонс        |
| 2010 — 2012 | мс | Життя і пригоди Тіма                       | The Life & Times of Tim                  | Беккі                  |
| 2012        | с  | Доктор Хаус                                | House, M.D.                              | Наталі Треверс         |
| 2014        | мф | По ту сторону огорожі                      | Over the Garden Wall                     | Беатрис                |
| 2014 — 2015 | мс | Джейк і пірати з Небувалії                 | Jake and the Never Land Pirates          | Перл                   |
| 2015        | с  | Кей і Пив                                  | Key & Peele                              | наречена               |
| 2015 — 2016 | с  | Разом                                      | Togetherness                             | Мішель Пірсон          |
| 2016        | мс | Звірі                                      | Animals                                  | Лінда                  |
| 2016        | с  | Наша колишня дружина                       | Our Ex-Wife                              | Сара                   |
| 2016 — 2018 | мс | Черв'як з майбутнього                      | Future-Worm!                             | Меган / Мадлен Медісон |
| 2017        | мс | Американський тато                         | American Dad!                            | Шарон                  |
| 2017        | с  | Начальниця                                 | Girlboss                                 | Гейл                   |
| 2017        | с  | Печеня американське літо: 10 років по тому | Wet Hot American Summer: Ten Years Later | Лаура                  |
| 2017        | с  | Саншайн                                    | Sunshine                                 | Зара Скелтон           |
| 2018        | мс | Острів літнього табору                     | Summer Camp Island                       | Сун                    |
| 2018        | с  | Касл-Рок                                   | Castle Rock                              | Моллі Стренд           |
| 2023        | с  | Останні з нас                              | The Last of Us                           | Кетлін Коглан          |

## Нагороди та номінації
Повний список нагород і номінацій на сайті IMDb.com.
| Рік  | Нагорода                                      | Категорія                                     | Робота                                           | Результат |
| ---- | --------------------------------------------- | --------------------------------------------- | ------------------------------------------------ | --------- |
| 1995 | New Zealand Film and TV Awards                | Найкраща акторка                              | Небесні створіння                                | Перемога  |
| 2001 | Nokia New Zealand Film Awards                 | Найкраща акторка                              | Зміїна шкіра                                     | Номінація |
| 2009 | New Zealand Film and TV Awards                | Найкраща жіноча роль у повнометражному фільмі | Демонстрація рук                                 | Номінація |
| 2009 | Голлівудський кінофестиваль                   | Спеціальна нагорода                           | Н/Д                                              | Перемога  |
| 2009 | Washington D.C. Area Film Critics Association | Найкращий акторський ансамбль                 | Вище неба                                        | Номінація |
| 2010 | Gold Derby Awards                             | Найкращий акторський ансамбль                 | Вище неба                                        | Номінація |
| 2012 | Готем                                         | Найкращий прорив року                         | Привіт, мені вже час                             | Номінація |
| 2012 | San Diego Film Critics Society                | Найкращий акторський ансамбль                 | Переваги скромників                              | Перемога  |
| 2014 | RiverRun International Film Festival          | Новий талант                                  | Н/Д                                              | Перемога  |
| 2015 | Вибір телевізійних критиків                   | Найкраща акторка в комедійному телесеріалі    | Разом                                            | Номінація |
| 2016 | Санденс                                       | Найкраща акторка                              | Втручання                                        | Перемога  |
| 2017 | Готем                                         | Найкраща акторка                              | У цьому світі я більше не відчуваю себе як вдома | Номінація |
| 2018 | Телевізійний фестиваль у Монте-Карло          | Приз «Золота Німфа» найкращій акторці         | Саншайн                                          | Номінація |